# Neocryptopteryx sphaera
Neocryptopteryx sphaera là một loài tò vò trong họ Ichneumonidae.